# Барминский сельсовет (Московская область)
Барминский сельсовет — упразднённая административно-территориальная единица, существовавшая на территории Коробовского района Московской области до 1939 года. Административным центром была деревня Бармино.

## История
В 1923 году Барминский сельсовет входил в состав Середниковской волости Егорьевского уезда Московской губернии.
В 1925 году Барминский сельсовет был упразднён, а территория вошла в состав Середниковского сельсовета, но уже в 1926 году Барминский сельсовет был вновь восстановлен.
На 1 января 1927 года в состав Барминского сельсовета входили деревни Бармино и Терехово.
В ходе реформы административно-территориального деления СССР в 1929 году Барминский сельсовет вошёл в состав Дмитровского района Орехово-Зуевского округа Московской области. В 1930 году округа были упразднены, а Дмитровский район переименован в Коробовский.
В 1939 году Барминский сельсовет присоединён к Середниковскому сельсовету.